# Méganne Perry Mélançon
Pour les articles homonymes, voir Perry et Mélançon.
Méganne Perry Mélançon, née le 10 mai 1990 à Gaspé, est une femme politique québécoise. 
Elle est députée de la circonscription de Gaspé à l'Assemblée nationale du Québec sous la bannière du Parti québécois de l'élection générale de 2018 à celle de 2022 où elle est battue.

## Biographie
D'août 2014 à mars 2016, elle est attachée politique de Gaétan Lelièvre, député de  Gaspé depuis l'élection générale québécoise de 2012. Ce dernier, élu sous la bannière du Parti québécois, est expulsé du caucus péquiste et termine son mandat comme député indépendant.
Le 8 juillet 2018, à l'âge de 28 ans, elle remporte l'investiture du Parti québécois dans la circonscription de Gaspé face à Yvan Bernier, ex-député bloquiste avec 80 % des votes.
Le 10 octobre 2018, au terme d'un dépouillement judiciaire, elle est déclarée élue comme députée de Gaspé lors des élections générales québécoises de 2018.
Elle est défaite lors des élections du 3 octobre 2022.
Le 23 janvier 2023, elle est nommée porte-parole du Parti québécois pour quatre ans. Elle touche un salaire annuel de 101 561 $, soit le salaire d'un député avant la hausse adoptée par l'Assemblée nationale en 2023.

## Résultats électoraux
|                                                                                             | Nom                               | Parti            | Nombre de voix | %      | Maj. |
| ------------------------------------------------------------------------------------------- | --------------------------------- | ---------------- | -------------- | ------ | ---- |
|                                                                                             | Stéphane Sainte-Croix             | Coalition avenir | 7 542          | 41,4 % | 710  |
|                                                                                             | Méganne Perry Mélançon (sortante) | Parti québécois  | 6 832          | 37,5 % | -    |
|                                                                                             | Yv Bonnier Viger                  | Québec solidaire | 1 634          | 9 %    | -    |
|                                                                                             | Michel Marin                      | Libéral          | 1 255          | 6,9 %  | -    |
|                                                                                             | Pier-Luc Bouchard                 | Conservateur     | 956            | 5,2 %  | -    |
| Total                                                                                       | Total                             | Total            | 18 219         | 100 %  |      |
| Le taux de participation lors de l'élection était de 61 % et 185 bulletins ont été rejetés. |                                   |                  |                |        |      |

|                                                                                               | Nom                    | Parti            | Nombre de voix | %      | Maj. |
| --------------------------------------------------------------------------------------------- | ---------------------- | ---------------- | -------------- | ------ | ---- |
|                                                                                               | Méganne Perry Mélançon | Parti québécois  | 6 003          | 33,4 % | 41   |
|                                                                                               | Alexandre Boulay       | Libéral          | 5 962          | 33,2 % | -    |
|                                                                                               | Louis LeBouthillier    | Coalition avenir | 3 521          | 19,6 % | -    |
|                                                                                               | Alexis Dumont-Blanchet | Québec solidaire | 2 482          | 13,8 % | -    |
| Total                                                                                         | Total                  | Total            | 17 968         | 100 %  |      |
| Le taux de participation lors de l'élection était de 60,8 % et 297 bulletins ont été rejetés. |                        |                  |                |        |      |